# 里德马克地区里德
里德马克地区里德是奥地利上奥地利州佩尔格县的一个市镇。总面积32.6平方公里，总人口3891人，人口密度119.4人/平方公里（2005年）。